# مايرون بيكر
مايرون بيكر (بالإنجليزية: Myron Baker)‏ هو لاعب كرة قدم أمريكية أمريكي، ولد في 6 يناير 1971.

## وصلات خارجية
- مايرون بيكر على موقع مرجع كرة القدم المحترفة.كوم (الإنجليزية)